# Jean-François Ntoutoume Emane
Pour les articles homonymes, voir Emane.
Jean-François Ntoutoume Emane (né le 6 octobre 1939) est un homme d'État gabonais. Il est Premier ministre du Gabon de 1999 à 2006. Il démissionne du gouvernement en janvier 2006, conformément aux dispositions qui obligent le Premier ministre en fonction à donner la démission de son gouvernement après l'élection du président de la République.

## Biographie
Sa déclaration de politique générale en 1999 à l'Assemblée nationale est marquée par un débat entre lui et l'opposant Pierre Mamboundou, leader de l'Union du peuple gabonais (UPG) qui fait la démonstration dans l'hémicycle que les calculs sur lesquelles le gouvernement avait appuyé ses projections d'investissement et même d'endettement sont faussés. Ce vif débat qui dure plusieurs heures pour ne se terminer que tard dans la nuit a été interrompu par une adresse du Président de l'Assemblée nationale Guy Nzouba-Ndama à Pierre Mamboundou dans laquelle il disait : « Lorsqu'on a mis son adversaire à terre, il n'est pas nécessaire de lui jeter le sable au visage. » Après cette invite, il n'intervient plus mettant ainsi fin au débat.
Jean-François Ntoutoume Emane est ensuite invité à rejoindre la Présidence de la République où il exerce en tant que collaborateur du président Omar Bongo. Élu maire de Libreville en 2007, il quitte son poste en 2014 à la fin de son mandat pour faire place à Rose Christiane Ossouka Raponda. Il démissionne du Parti démocratique gabonais en octobre 2015.